# Homayra Sellier

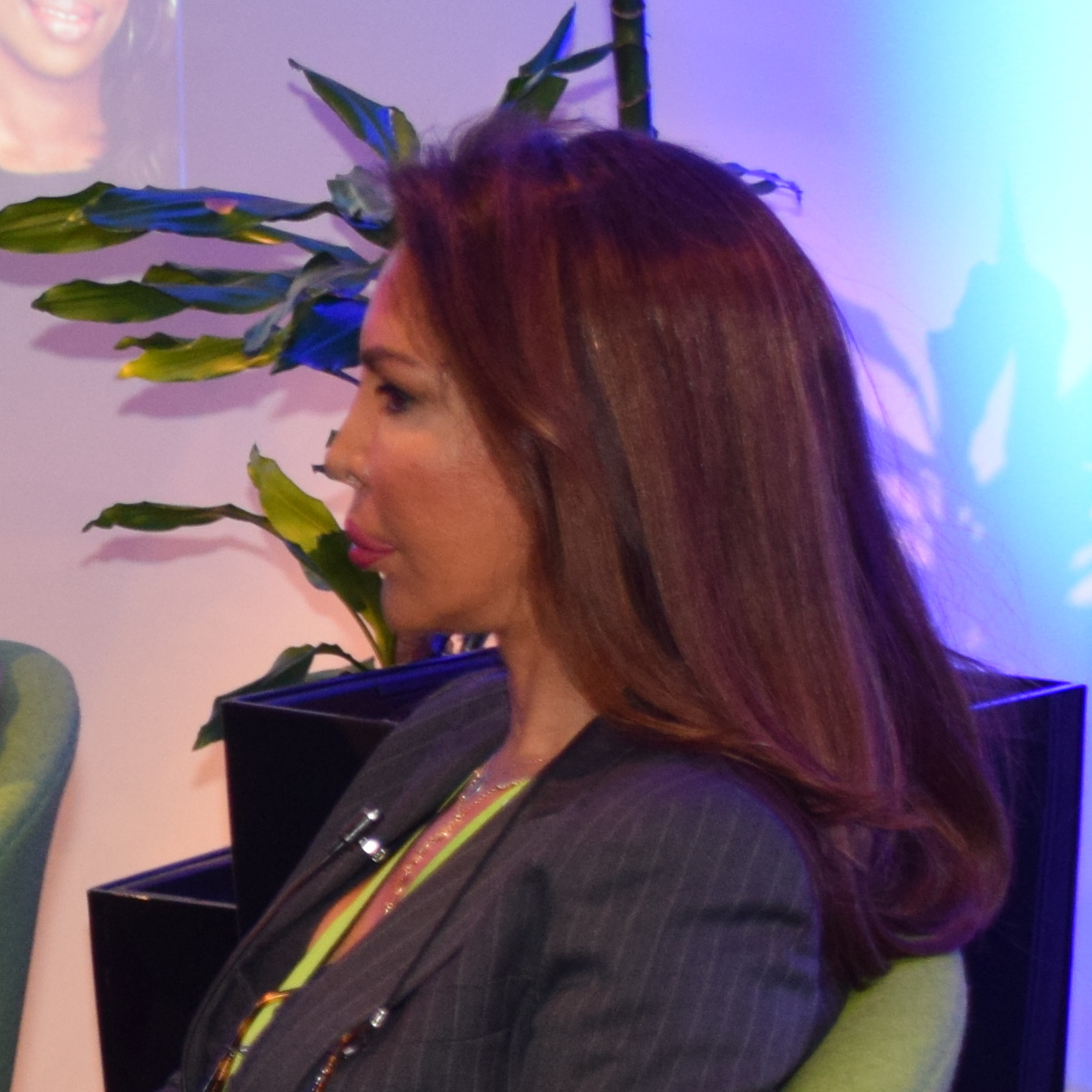
Homayra Sellier (2018)

Homayra Sellier (* im 20. Jahrhundert im Iran) ist Präsidentin der Organisation Innocence in Danger.

## Leben
Homayra Sellier studierte an der Pariser Sorbonne und der CELSA Paris und schloss 1983 das Masterstudium in Public- und Human relations ab. Sie ist mit dem Finanzmakler Patrick Sellier verheiratet und Mutter dreier Kinder. Sie leben in der Schweiz.
1999 gründete sie anlässlich einer Konferenz der UNESCO in Paris, die in Frankreich, der Schweiz, Deutschland, Belgien, Österreich, Portugal, den USA und Kolumbien engagierte Stiftung Organisation Innocence en danger/Innocence in Danger mit Sitz in Paris, um Kindern im Kampf gegen Missbrauch und sexuelle Ausbeutung via Internet und digitale Medien beizustehen.

## Schriften
- Innocence-en-danger.com: Internet le paradis des pédophiles, Plon 2003, ISBN 978-2-259-19619-2, zusammen mit Stéphane Darnat
- Enfance massacrée (Collection "Enquête"), Éd. Raphaël 2003, ISBN 978-2-87781-067-8, zusammen mit Edwige Antier
- 1 sur 5 - Manifeste contre la pédocriminalité en France, Telemaque 2020, ISBN 978-2-7533-0399-7, zusammen mit Karl Zéro et Serge Garde